# Symbiocladius rhithrogenae
Symbiocladius rhithrogenae är en tvåvingeart som först beskrevs av Sulcu och Zavrel 1924.  Symbiocladius rhithrogenae ingår i släktet Symbiocladius och familjen fjädermyggor. Inga underarter finns listade i Catalogue of Life.